# Metilprednisolona
Metilprednisolona é um glucocorticoide (corticosteroide) sintético utilizados na medicina por sua atividade imunossupressora, antialérgica e anti-inflamatória. Tem potência glucocorticoide 5 vezes maior que a hidrocortisona com metade do efeito mineralocorticoide, ou seja, retêm menos água e sódio, sendo uma melhor opção para pacientes hipertensos.

## Administração
Em geral, para adultos a dose oral inicial é de 12 a 80 mg/dia e para é de crianças 0,8 a 1,5 mg/kg (máximo 80 mg/dia). A dose de manutenção para adultos é de 4 a 8mg/dia (máximo 16 mg/dia) e para crianças é de 2-4 mg (máximo 8 mg/dia). Tomar com comida pela manha.
Já a dose intravenosa normal é de 20 a 40 mg/dia para adultos e 8 a 16 mg/dia podendo repetir uma vez após 30 minutos (máximo 80mg). Em emergências pode-se usar uma dose única 250-500 mg em adultos ou 4 a 20 mg/kg em crianças.

## Indicação
É usado para:
- Asma persistente e DPOC;
- Reações alérgicas severas;
- Doenças autoimunes;
- Coadjuvante a quimioterapia;
- Evitar rejeição de transplante;
- Insuficiência adrenal;
- Esclerose múltipla;
- Danos a coluna vertebral não penetrantes[3];
- Hiperandrogenismo(virilização)[4].

## Contraindicações
Hipersensibilidade; úlcera gástrica ou duodenal; histórico de doença psiquiátrica, poliomielite, linfoma após a vacinação BCG, amebíase, infecção fúngica sistêmica, glaucoma, ceratite herpética, herpes simplex ou zoster/varicela, pré e pós-vacinação (a partir de 8 semanas antes de 2 semanas após a vacinação), tuberculose latente ou manifesta, mesmo que apenas suspeita.:
Categoria C na gravidez.

## Mecanismo de ação
Inibe a formação de ácido araquidônico resultando em inibição da cicatrização, inflamação, resposta imune, vasodilatação, redução da formação de transudação de fluidos e edema, exsudação celular, deposição de fibrina.
As ações anti-inflamatórias dos corticoides envolvem as proteínas inibidoras fosfolipase A2 e lipocortinas que controlam a biossíntese de potentes mediadores da inflamação como as prostaglandinas e leucotrienos.

## Efeitos colaterais
A metilprednisolona gera menores efeitos de retenção de líquidos, ganho de peso, edema e hipertensão, pois possui pouco efeito mineralocorticoide.
Doses altas e por períodos prolongados de esteroides podem ser associados à:
• hiperglicemia;
• diminuição da resistência à infecções;
• inchaço na face;
• ganho de peso;
• insuficiência cardíaca congestiva;
• retenção de líquidos;
• edema pulmonar;
• hipertensão;
• aumento da pressão ocular;
• glaucoma;
• osteoporose e psicose. 